# Eugeniusz Biderman
Eugeniusz Franciszek Biderman (ur. 23 czerwca 1932 w Żabikowie, zm. 26 grudnia 2012) – polski geograf, profesor nauk o Ziemi.

## Życiorys
W 1997 r. uzyskał tytuł profesora nauk o Ziemi. Pracował w Instytucie Geografii Społeczno-Ekonomicznej i Gospodarki Przestrzennej na Wydziale Nauk Geograficznych i Geologicznych Uniwersytetu im. Adama Mickiewicza, oraz w Instytucie Geografii i Gospodarki Przestrzennej na Wydziale Turystyki i Geografii Wyższej Szkole Gospodarki w Bydgoszczy.
Pochowany został na cmentarzu parafii św. Stanisława Kostki w Poznaniu.